# Julia Jasmin Rühle
Julia Jasmin Desai (* 14. Juli 1987 in Moskau, geb. Lützkendorf, verheiratete Rühle) ist ein deutsches Tattoo- und Erotikmodel, Influencerin, Reality-TV-Teilnehmerin, Sängerin, DJ, Modedesignerin und Laiendarstellerin. Sie tritt hauptsächlich unter ihrem Pseudonym JJ (angelehnt an ihre Rolle bei Berlin – Tag & Nacht und an ihre zwei Vornamen Julia und Jasmin) in Erscheinung.

## Leben und Karriere
Rühle wurde durch ihr Mitwirken in der Reality-Seifenoper Berlin – Tag & Nacht bekannt, in der sie von 2012 bis 2014 die Rolle der JJ spielte. Im Jahr 2020 kehrte sie nach einer langen Pause zu dem Format zurück und spielte für einige Monate wieder die Rolle der JJ.
2012 spielte Rühle in dem Musikvideo zu Grauenhaft Verzerrt des Rappers Silla mit.
Im Januar 2014 erschien unter dem Namen Très Jolie Rühles Debütsingle Bow! (You Gotta Kick It), die in Deutschland und Österreich den Sprung in die Top 20 der Singlecharts schaffte.
Nach ihrem Ausstieg bei Berlin – Tag & Nacht veröffentlichte sie ihre eigene Modelinie JJR. Seit 2015 tritt sie auch als DJ auf und legte u. a. im Mega-Park auf Mallorca auf.
Rühle zog am 14. August 2015 als Kandidatin bei Promi Big Brother (3. Staffel) ein. Sie erreichte das Finale und verließ das Haus schließlich als Fünftplatzierte.
2016 spielte Rühle im Musikvideo Alles Neu von Sebastian Hämer mit. 2017 war sie zusammen mit Micaela Schäfer das Gesicht der Erotikmesse Venus Berlin.
Rühle ist verlobt und hat eine Tochter.

## Diskografie
- 2014: Bow! (You Gotta Kick It) (Single)

## Filmografie
- 2007: Richterin Barbara Salesch (1 Folge)
- 2012–2014, 2020: Berlin – Tag & Nacht (Soap)
- 2015: Sat.1 Frühstücksfernsehen (Battle gegen Gina-Lisa Lohfink)
- 2015: Promi Big Brother (Kandidatin)
- 2015: Promi Big Brother – Die Late Night Show
- 2021: Kampf der Realitystars – Schiffbruch am Traumstrand
- 2022: OnlyFans Uncovered